# Jeanne Adnet
Jeanne Adnet, née le 8 janvier 1871 à Argentan et morte le 26 décembre 1942 à Bagnolet, est une couturière, militante anarchiste illégaliste puis socialiste française. Avec certains de ses proches, comme sa sœur, Clotilde Adnet, elle s'intègre au mouvement anarchiste en France dans les années 1890.
Alors qu'elle est mariée à un militant socialiste qu'elle trouve trop modéré, Adnet rejoint l'anarchisme - influence sa sœur dans cette voie, et est accusée d'association de malfaiteurs avec son groupe, le groupe de la rue des Abbesses. Quelques années plus tard, à la suite de l'arrestation de sa sœur par les autorités belges pour faux-monnayage, Adnet parvient à la faire s'évader de prison en prenant sa place.
Elle la rejoint ensuite en Angleterre, où elle correspond avec Max Nettlau, entre autres, avant de revenir en France. Dans les années qui suivent, Jeanne Adnet devient une militante socialiste. Elle meurt le 26 décembre 1942 à Bagnolet.

## Biographie

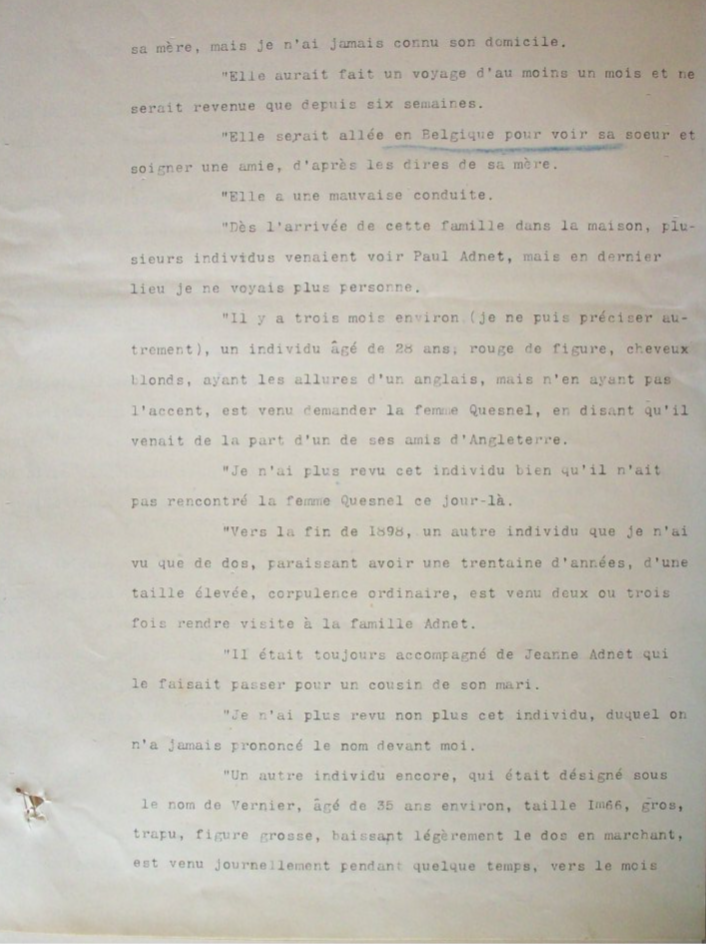
Rapport d'un indicateur sur les activités de Jeanne Adnet et de ses proches (Archives de Meurthe et Moselle 2 U 1557 - courtoisie dArchives anarchistes)

Jeanne Marie Alphonsine Adnet naît à Argentan le 8 janvier 1871. Selon son acte de naissance, sa mère se nomme Louise Elisabeth Accard et n'a pas d'emploi, tandis que son père se nomme Victor Adnet et est employé en chemins de fers.
En 1893, elle épouse Emmanuel Quesnel, alors militant socialiste - et le trouve trop modéré. Profitant de ses absences pour aller se présenter comme candidat socialiste dans le Nord, elle même rejoint l'anarchisme, se rend à plusieurs réunions anarchistes parisiennes en compagnie de sa soeur, Clotilde Adnet, qu'elle influence vers l'anarchisme aussi. Ces réunions se déroulent à divers endroits, mais en particulier au sein du groupe de jeunes qui se retrouvent rue des Abbesses. Au début de 1894, Quesnel et Adnet se séparent après six mois de vie commune.
Pendant la répression de janvier et février 1894, Adnet est arrêtée le 8 janvier 1894 avec sa sœur pour association de malfaiteurs en lien avec tout ce groupe; impliqué par la police dans des vols.
À la suite de la condamnation en Belgique de Clotilde Adnet à six ans de prison pour émission de fausse monnaie, Jeanne lui rend visite plusieurs fois. Elle aime énormément sa sœur et décide alors de la faire évader de sa prison, la prison des Petits-Carmes, à Bruxelles.

### Évasion de la prison des Petits-Carmes
Le 23 mai 1897, Adnet rend visite à sa sœur en prison. L'anarchiste vient vêtue de vêtements sombres, le visage masqué par une voilette blanche. Les deux se retrouvent et profitent de la configuration du parloir, composé de cabines séparées par des treillis, pour intervertir les treillis, échanger leurs habits et leurs places. Clotilde Adnet fait semblant de pleurer et de s'apitoyer sur sa sœur en mettant ses mains sur son visage, ce qui pousse une gardienne à la reconduire à l'entrée. Pendant ce temps, Jeanne rejoint la cellule et lorsque la gardienne lui enlève sa cagoule et se rend compte qu'il ne s'agit pas de l'évadée, Adnet éclate de rire. Elle est libérée quelques mois plus tard, en juillet 1897.

### Dernières années et mort
À la suite de l'évasion et sa libération, les deux rejoignent la France et retrouvent la journaliste anarchiste Séverine, qui conseille à Clotilde de fuir en Angleterre, ce qu'elle fait et où Jeanne la rejoint. Elle écrit notamment à Max Nettlau pendant cette période pour lui demander d'aider à fournir un avocat à sa sœur, alors en procès pour une extradition potentielle vers la Belgique.
Elle retourne en France et rejoint le mouvement socialiste dans les années suivantes. En 1920, elle démissionne du Comité pour la reconstruction de l’Internationale et signe la déclaration du Comité de la IIIe Internationale.
Jeanne Adnet meurt le 26 décembre 1942 à Bagnolet.

## Postérité

### Photographie policière
Sa photographie policière fait partie des collections du Metropolitan Museum of Art (MET).